# خرد هوازی

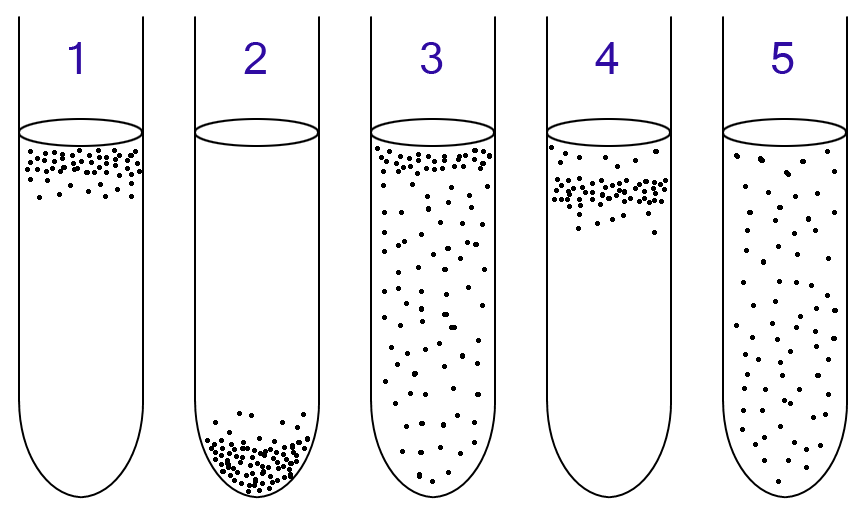
انواع باکتری‌های هوازی و غیرهوازی را می‌توان با قرار دادنشان در محیط کشت مایع تایوگلایکولیت شناسایی نمود، که حاصل آن در شکل بالا مشخص شده‌است:
1. هوازی اجباری (Obligate anaerobes): آن دسته که تنها در حضور اکسیژن توانایی زندگی دارند.
2. بیهوازی اجباری (Obligate anaerobes): آن دسته که در حضور اکسیژن توانایی زندگی ندارند.
3. بیهوازی اختیاری (Facultative anaerobes): آن دسته‌ای که توانایی استفاده از الکترون موجود در اکسیژن را هم دارند و در واقع قابل تغییر دادن متابولیسم خود به هوازی در محیط‌های حاوی اکسیژن‌اند.
4. خرد هوازی (Microaerophiles): آن دسته که به اکسیژن نیاز دارند، اما غلظت عادی اکسیژن موجود در جو برای آنها بیش از اندازه و مرگبار است.
5. تحمل کننده هوا (Aerotolerant organisms): آن بی هوازیانی که در حضور اکسیژن هم می‌توانند به فعالیت خود ادامه دهند ولی قادر به استفاده از الکترون اکسیژن نیستند.

خرد هوازی (به انگلیسی: Microaerophile) میکروب‌هایی هستند که برای رشد و نمو به اکسیژن کمی نیاز دارند (برای مثال ۲ تا ۱۰٪ اکسیژن موجود در جو) و غلظت عادی اکسیژن موجود در جو (۲۱٪) برای آنها بیش از اندازه و مرگبار است. (برای رشد میکروب‌هایی چون کامپیلوباکتر لازم است میزان کربن دی‌اکسید موجود در جو نیز برابر با ۱۰٪ کل تنظیم شود) خردهوازی‌ها یکی از دسته‌های اندامگان هوازی می‌باشند.
میکروب‌هایی چون هلیکوباکتر پیلوری و کامپیلوباکتر نمونه‌هایی از میکروب‌های خرد هوازی می‌باشند.

## شرایط کشت میکروب‌های خرد هوازی
میکروب‌های خرد هوازی را می‌توان در محیط‌هایی چون محفظه هرمس رشد داد. محفظه هرمس به‌طور معمول شامل محفظه‌ای مقاوم در برابر حرارت و شعله‌های آتش است که درون آن شمعی روشن را قرار می‌دهند و سپس در آن را کاملاً می‌بندند به طوری که هیچگونه هوایی نه می‌تواند به آن داخل شود و نه از آن خارج گردد. در چنین شرایطی هنگامی که شمع در اثر کمبود اکسیژن خاموش می‌گردد، میزان اکسیژن کم باقی مانده شرایط مناسب را برای رشد خرد هوازی‌ها فراهم می‌سازد.